# Овражний (Волгоградська область)
Овражний (рос. Овражный) — селище у Калачевському районі Волгоградської області Російської Федерації.
Населення становить 306 осіб. Входить до складу муніципального утворення Крепинське сільське поселення.

## Історія
Селище розташоване у межах українського історичного та культурного регіону Жовтий Клин.
Згідно із законом від 20 січня 2005 року № 994-ОД органом місцевого самоврядування є Крепинське сільське поселення.

## Населення
| 2010 |
| ---- |
| 306  |